# Casa de Yi
A Casa de Yi ou Casa Imperial da Coreia, também conhecida como Dinastia Yi ou Clã Yi de Jeonju, foi a casa reinante de Joseon e do Império Coreano, consistindo nos descendentes de Yu Seonggye, o fundador de Joseon, conhecido por seu nome póstumo, Taejo. Todos os seus descendentes são membros do clã Yi de Jeonju, incluindo a família imperial do Império Coreano.
Depois do Tratado de Anexação Japão-Coreia em 1910, quando o Império do Japão anexou a Península Coreana, alguns membros da Casa de Yi, passaram a fazer parte da Casa Imperial do Japão e do Pariato do Japão, até 1947, quando foi promulgada a Constituição do Japão, e eles, consequentemente, perderam seus títulos. Desde então, suas reivindicações reais não foram reconhecidas por nenhum país; embora atraiam a atenção da mídia da Coreia do Sul ocasionalmente. Isso aconteceu mais recentemente, em julho de 2005, com a morte do Chefe da Casa Imperial, Yi Gu.
Atualmente, três membros reivindicam a si próprios como herdeiros do trono. Yi Won, primo em primeiro grau do 9º filho do Príncipe Ui, foi posteriormente adotado como filho de Gu, por decisão dos membros da casa, ele é considerado o chefe de facto da casa. Yi Hae-won, sua tia e segunda filha mais velha do Príncipe Ui, foi declarada imperatriz por alguns membros da família em 2006. Yi Seok, outro filho do Príncipe Ui, lidera uma organização independente de restauração do Império, que o reconhece como herdeiro.